# Fenzls Mandel
Fenzls Mandel (Prunus fenzliana) ist eine Pflanzenart aus der Gattung Prunus.

## Merkmal
Fenzls Mandel ist ein Strauch, der dicht, sparrig, rundlich und stark verdornt ist. Junge Zweige sind purpurrot. Die Laubblätter sind lanzettlich, zugespitzt und auf beiden Seiten bläulichgrün. Die Blüten sind einzeln oder zu zweit oder dritt (selten bis zu fünft) in sitzenden Dolden angeordnet. Die Blüten sind weißlich und fast sitzend. Die Frucht ist trockenfleischig und kugelig. Der Steinkern ist runzelig gefurcht.
Die Blütezeit liegt im März.

## Vorkommen
Fenzls Mandel kommt im Kaukasus vor.

## Nutzung
Fenzls Mandel wird in Mitteleuropa nur selten als Zierpflanze angepflanzt.